# Lou van Burg
Lou van Burg (25 de agosto de 1917 - 26 de abril de 1986) fue un cantante, presentador y artista de entretenimiento holandés, cuya carrera transcurrió en buena medida en Alemania. Su bigote, así como su exclamación Wunnebar (por Wunderbar, maravilloso), entre otras varias expresiones características, le dieron la fama y le hicieron uno de los presentadores más conocidos en los países de habla alemana.

## Biografía
Nacido en La Haya, Holanda, su verdadero nombre era Loetje van Weerdenburg, pero también era conocido como „Mister Wunnebar“ y „Onkel Lou“. Lou van Burg inició su carrera en el mundo del entretenimiento a principios de los años 1950 como cantante y bailarín en varios clubes nocturnos de París (entre ellos el Lido de París y el Olympia de París). Descubierto en 1954 por Deutsche Polydor, lanzó Nicolo, Nicolo, Nicolino, su primera canción en Alemania, que fue un éxito. En 1956 empezó a trabajar en la televisión alemana, en el show Heut geh'n wir ins Maxim. 
Cuando en 1958 empezó su primer programa televisivo propio, Jede Sekunde ein Schilling, emitido por la austríaca ORF, obtuvo un gran éxito. La televisión alemana se hizo cargo del show, y en 1962 folgte la WDR inició la producción de Sing mit mir – spiel mit mir, un show en el cual se debían adivinar diferentes piezas musicales. Sin embargo, y a pesar de su éxito, el programa hubo de cancelarse tras catorce emisiones a causa de algunas irregularidades: una concursante con una enorme suerte resultó ser sobrina de uno de los ayudantes del show. Aunque Lou van Burg fue apartado de la televisión, la prensa siguió informando sobre él. Un periódico sensacionalista alemán localizó a su esposa Juliane en Bruselas, a la cual Lou van Burg había dejado en 1961, yendo a vivir con la cantante belga Angèle Durand, que se convirtió en su mánager.
Tras vacilantes negociaciones con ZDF, Lou van Burg presentó a partir de 1964 el show televisivo Der goldene Schuß, el cual obtuvo un enorme éxito. Sin embargo, su presencia en el programa finalizó el 11 de julio de 1967 cuando Angèle Durand, Bild y otras publicaciones informaran que él mantenía una relación con su ayudante Marianne Krems, que se encontraba embarazada. El programa fue presentado por Vico Torriani a partir de entonces. El directivo de ZDF Karl Holzamer atribuyó el despido, no a la vida privada del presentador, sino a la publicación de la noticia en medios sensacionalistas. Posteriormente ZDF y Lou van Burg acordaron una indemnización de 120.000 marcos alemanes. Tras veinte años de matrimonio Lou van Burg se divorció de su esposa, Juliane, y se casó con Marianne Krems, con la que tuvo dos hijos.
Sin embargo, Wim Thoelke escribía en Stars, Kollegen und Ganoven – eine Art Autobiographie, que van Burg no tenía contrato con ZDF, y que el verdadero motivo de su salida del show fue de índole económica, con resultados por debajo de lo esperados por la productora suiza Schmid Productions.
En los siguientes nueve años Lou van Burg fue presentador del Circo Althoff, trabajó para centros comerciales, parques de ocio y viajes en crucero por el Mar del Norte. También colaboró, gratuitamente, con orfanatos, prisiones y clínicas psiquiátricas.
Desde 1976 a 1983 volvió a ser presentador de ZDF. Desde 1976 a 1983 trabajó en Varieté, Varieté (show en el que actuaban artistas internacionales, magos, humoristas y otros números de variedades) y entre 1976 y 1981 participó en Wir machen Musik. Participó también en seis galas televisivas: Spiel mir eine alte Melodie (1977), Sing mit mir, tanz mit mir (1978), Sing mir das Lied noch einmal (1979), So wird's nie wieder sein (1980), So schön wie heut', so müßt' es bleiben (1981), Mit Musik geht alles besser (1982) y Spiel mit Onkel Lou (1983). Además de programas propios, también apareció como invitado en otros shows, por ejemplo en 1977 en Musik ist Trumpf, de Peter Frankenfeld, donde junto a Jacqueline Boyer, Ralf Bendix y su expareja Angèle Durand presentaron varios temas relacionados con París bajo el título Pigalle-Party.
A finales de los años 1970 el presentador Frank Elstner lo llevó a la emisora radiofónica Radio Luxemburg, donde a partir de 1979 presentó el show Familientag mit Onkel Lou en directo desde el antiguo Traumlandpark en Bottrop. Además, desde 1981 a 1984 también presentó el programa radiofónico Casino-Parade.
Vn Burg también actuó en 1985, junto a Gerda-Maria Jürgens, Helmut Ketels y Josef Meinertzhagen, en el Millowitsch-Theater de Colonia en la comedia criminal Schloß Rabeneck, escrita por Hans Gmür.
Lou van Burg falleció en 1986 en Múnich, Alemania, a los 68 años de edad, a causa de una leucemia. Fue enterrado en el Cementerio Neuen Südfriedhof de Múnich. Su lápida se encuentra actualmente en el jardín de la casa de su hija.

## Premios
- 1962 y 1963 : Premio Bravo Otto en bronce[9][10]

## Composiciones musicales (selección)
- Nicolo, Nicolo, Nicolino (1954)
- Schwiegermutter-Song (1960)
- Freunde für's Leben (1960; a partir de la melodía de Down by the Riverside)
- Caterina (1962)
- Ich bin ein fröhlicher Clown
- Das Liederbuch der Liebe
- Liebe kleine Schaffnerin
- Es gibt nur ein Paris
- In Paris
- Grüß mir die Mädchen von Paris
- Die feinen Leute von Paris (Poor People of Paris)
- Oh, Mr. Entertainer

## Filmografía (selección)
- 1963 : Sing, aber spiel nicht mit mir
- 1968 : Der Partyphotograph

## Grabaciones
- Lou van Burg: Freunde fürs Leben – 50 große Erfolge (Doppel-CD; Label: Musictales (Universal Music))
- Lou van Burg: Mit Musik geht alles besser – Mr. Wunnebar singt die schönsten Melodien aus seinen Evergreenshows (Vinyl-LP; Label: EMI)